# Villa Amalia (Ferrara)

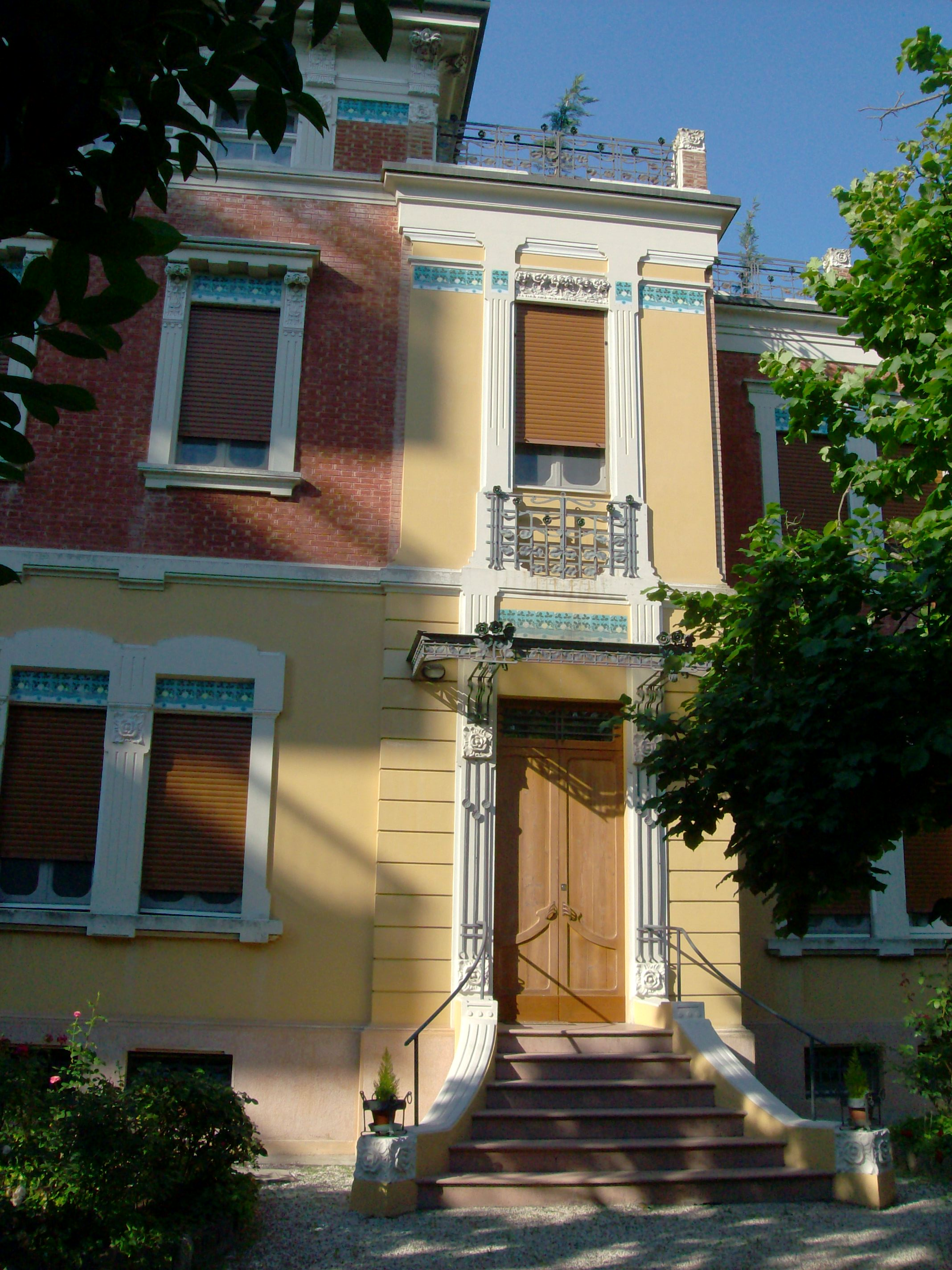
Fassade der Villa Amalia

Die Villa Amalia ist eine Stadthaus im Zentrum von Ferrara in der italienischen Region Emilia-Romagna. Es liegt in der Viale Cavour und ist im Jugendstil gehalten.

## Geschichte
Die Villa wurde 1905 vom Bauingenieur Ciro Contini im Auftrag von Paolo Santini, einem Unternehmer in der Metallindustrie, geplant und errichtet. Das Gebäude wurde nach ‚‘Amalia Torri‘‘, der Gattin des Auftraggebers und reichen Grundbesitzerin aus Bondeno, benannt.
Der Stadtteil, durch den sowohl die Via Cavour verläuft, als auch neue Stadtbereiche südlich davon enthält, wird als „Addizione Contini“ (dt.: Continis Stadterweiterung) bezeichnet. Vor der Neubebauung dieses Geländes nach dem Ersten Weltkrieg lagen dort das Castel Tedaldo und später die Festung von Ferrara.

## Beschreibung
Das Gebäude besteht aus einem Tiefparterre, einem Hochparterre, das als Hauptgeschoss gelten kann, einem ersten Obergeschoss, in dem sich die Schlafzimmer der Eigner befinden, und einem zweiten Obergeschoss mit den Quartieren für die Dienerschaft.